# هاشم محاميد
هاشم مصطفى صالح كيوان محاميد (18 فبراير 1945 - 3 أبريل 2018) هو سياسي وقيادي فلسطيني، اشغل مناصب رئيس بلدية أم الفحم ونائب في الكنيست الاسرائيلي عن الجبهة الديمقراطية للسلام والمساوة. حاصل على اللقبين الأول والثاني بالإستشارة التربوية واللقب الأول باللغة الإنجليزية من جامعة تل أبيب. عمل بالإستشارة التربوية وكان نائب مدير المدرسة الثانوية في أم الفحم.
شغل منصب عضو كنيست منذ 10 يناير 1990 وحتى 17 فبراير 2003 عن الجبهة الديموقراطية للسلام والمساواة (الدورة 12 - 13). وفي الدورة ال14 عن التجمع الوطني الديمقراطي. وفي الدورة ال15 عن القائمة العربية الموحدة، التي انسحب منها في ديسمبر 2002. وأنشأ قائمة التحالف الوطني التقدمي، التي ترشح من خلالها للكنيست ال16، إلا أنه حصل آنذاك على 21,000 صوت، مما لم يؤهله أن يجتاز نسبة الحسم.

## نشاطه في الكنيست
شغل في الكنيست وظائف عديدة، منها:
- عضو في لجنة التربية والثقافة.
- رئيس لجنة محاربة المخدرات في الوسط العربي.
- عضو لجنة العلوم والتكنولوجيا.
- عضو في لجنة تعيين القضاة الشرعيين.
- عضو في لجنة الآداب.
- عضو لجنة الخارجية والأمن.
- عضو اللجنة الخاصة لمشكلة العمال الأجانب.
- رئيس مجموعة الصداقة البرلمانية إسرائيل - تايلاند.
- عضو لجنة المتابعة القطرية في الوسط العربي.

## مواقف سياسية
- في إحدى مواقفه السياسية أثناء حرب الخليج الثانية، أبدى هاشم محاميد إعجابه من صدام حسين، وقال أن بغزوه للكويت أعاد للأمة العربية والإسلامية هيبتها.
- في عام 1992 خلال زيارته لغزة، طالب هاشم محاميد الشعب الفلسطيني بأن يتخذ جميع الوسائل لمناهضة الإحتلال والظلم، وأن الحجر والانتفاضة لا يكفيان.
- أبدى هاشم محاميد تأييده لأفعال حزب الله، التي وصفها بحركة تحريرية وطنية من الطراز الأول، ووصف مقاتليها بأنهم جنود حرية، ووصف أرض لبنان بأنها مقبرة جنود الاحتلال.

## رئيس بلدية أم الفحم
في 12 ديسمبر 1983 اُنتخب رئيسًا للمجس المحلي في أم الفحم. وفي 11 نوفمبر 1985 نجح في الحصول على اعتراف من وزارة الداخلية بتحويل أم الفحم إلى مدينة، وتحول مجلسها المحلي إلى بلدية في عهده. بقي في منصبه حتى 14 مارس 1989.